# 1930 în televiziune
- 22 mai - publicul din Teatrul Proctor din New York a asistat la primul semnal de televiziune cu circuit închis proiectat pe marele ecran.
- 14 iulie - Pentru prima dată în Marea Britanie este transmisă o piesă de teatru la televiziune. Drama este L'uomo dal fiore in bocca de Luigi Pirandello și este difuzată de BBC de la studiourile din Baird, 133 Long Acre, Londra.